# Brusselse gewestverkiezingen 2014/Kandidatenlijst/CD&V
Dit is de kandidatenlijst van CD&V voor de Brusselse gewestverkiezingen van 2014. De verkozenen staan vetgedrukt.

## Effectieven
1. Brigitte Grouwels
2. Paul Delva
3. Brigitte De Pauw
4. Nebahat Acar
5. Frank Van Bockstal
6. Sabine Daenens
7. Fatima-Zahra Amine
8. Marina Dehing-Van Den Broeck
9. Peter Decabooter
10. Georges De Smul
11. Martine Motteux-Abeloos
12. Kouassi Menzan
13. Hélène Morel de Westgaver
14. Charles-Eric Vilain XIIII
15. Robbert Casier
16. Ingrid Haelvoet
17. Walter Vandenbossche

## Opvolgers
1. Vincent Riga
2. Véronique Peters
3. Mohammed Abdennahi
4. Heleen Goubert
5. Him Omar
6. Myriam Hendrickx
7. Mustapha Bouzinab
8. Isabelle Van Vreckem
9. Gert Nys
10. Carine Cackebeke
11. Nabil Issa
12. Diran Okmen
13. Yousra Fregene
14. Katja Vanaelst
15. Jos Leysen
16. Jeannine Kempeneers